# 拿撒勒基督堂
基督堂 (希伯來語：‎，Christ Church) 是一座圣公会教堂，位于以色列拿撒勒。靠近著名的圣母领报圣殿。

## 历史
拿撒勒基督堂是瑞士建筑师Ferdinand Stadler的最后一件作品，建于1869-1871年，但Stadler在1870年去世。这是在圣地兴建的第二座圣公会教堂。第一座位于耶路撒冷。英国圣公会差会 (CMS)的许多有影响的早期传教士曾在拿撒勒基督堂服务，或以此为基地向周边地区传教。由于经费困难，该堂的尖顶直到143年后的2014年才得以建成。

## 现状
2013年，该堂的信徒包括40个家庭，几乎全是阿拉伯人，主日礼拜也使用阿拉伯语。除了访客，参加礼拜者通常约为50人。

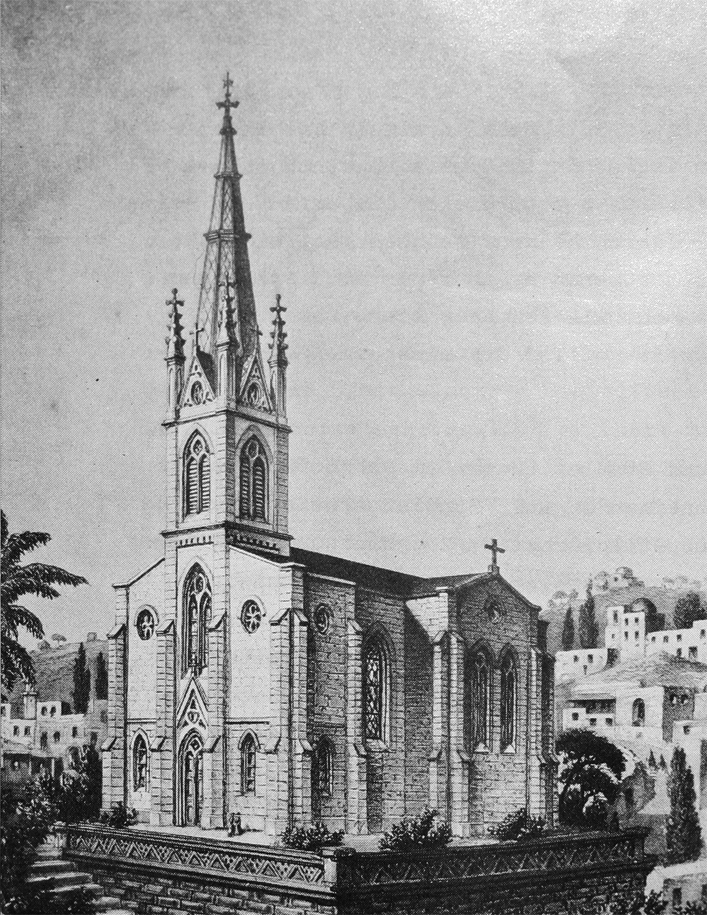
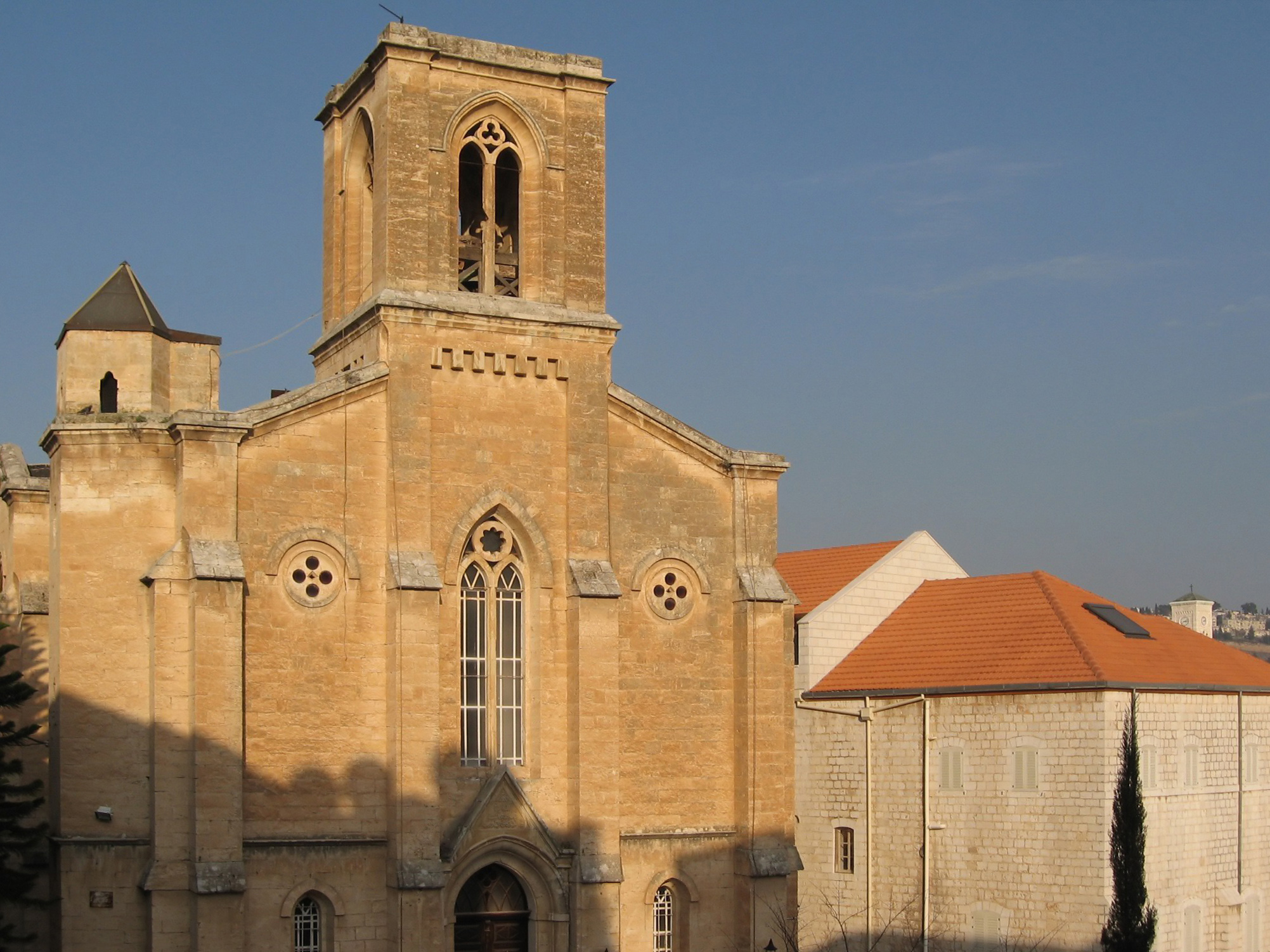
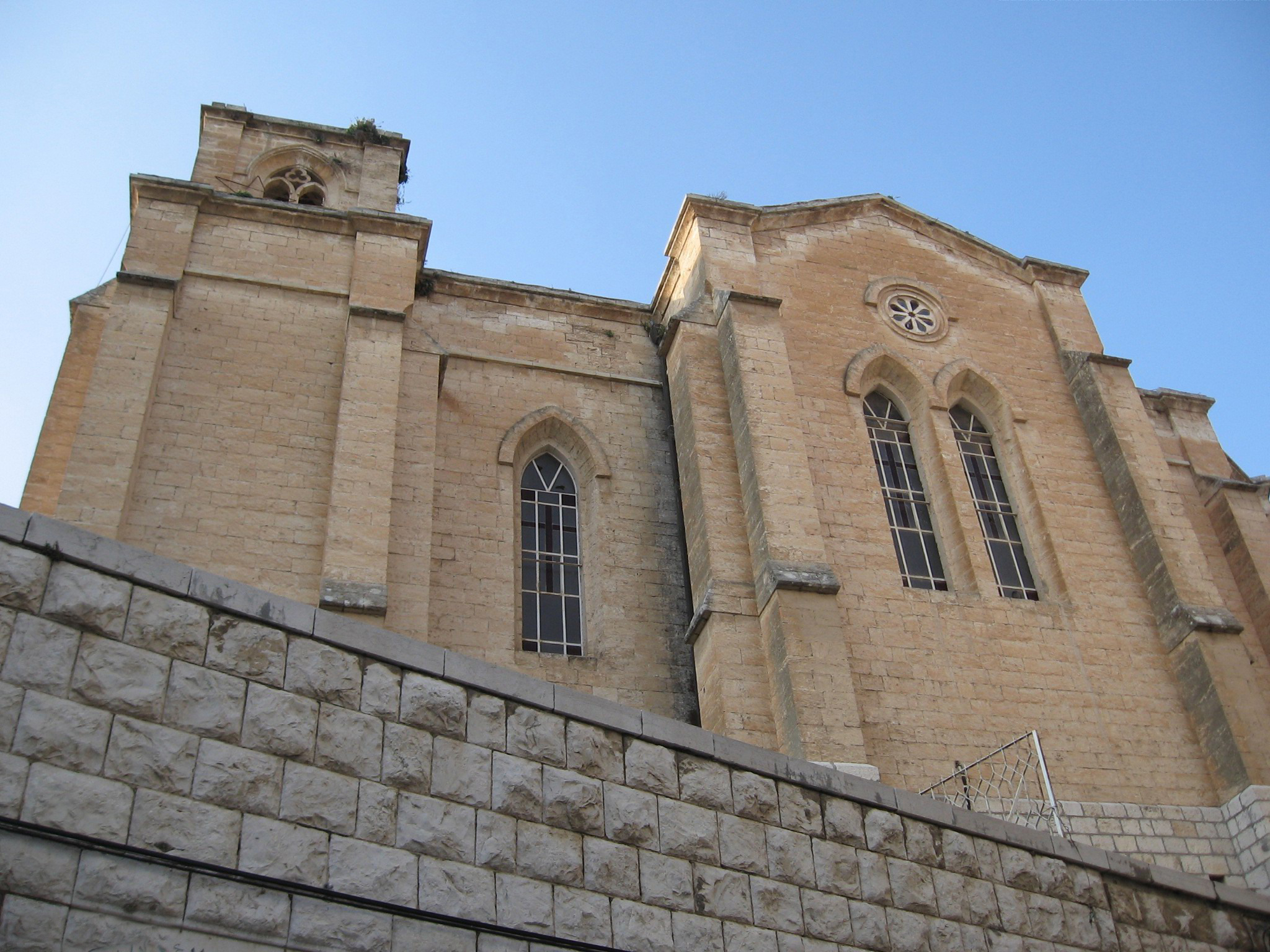